# Ratkovce
Ratkovce este o comună slovacă, aflată în districtul Hlohovec din regiunea Trnava. Localitatea se află la altitudinea de 145 m deasupra n.m., se întinde pe o suprafață de 5,799 km2 și în 2021 număra 347 de locuitori.

## Istoric
Localitatea Ratkovce este atestată documentar din 1388.

## Demografie
| An:                | 1994 | 2004   | 2014    | 2024   |
| ------------------ | ---- | ------ | ------- | ------ |
| Număr de persoane: | 304  | 288    | 337     | 362    |
| Diferență:         |      | −5,26% | +17,01% | +7,41% |

| An:                | 2023 | 2024   |
| ------------------ | ---- | ------ |
| Număr de persoane: | 360  | 362    |
| Diferență:         |      | +0,55% |